# 西布蘭奇鎮區 (密歇根州奧格莫縣)
西布蘭奇鎮區（英語：West Branch Township）是位於美國密歇根州奧格莫縣的一個行政鎮區。

## 地方資料
西布蘭奇鎮區的面積為89.59平方千米，當中陸地面積為88.11平方千米，而水域面積為1.48平方千米。根據2020年美國人口普查的數據，當地共有人口1543人，而人口密度為每平方千米17.22人。